# 宪台牌坊
宪台牌坊位于浙江省温州市永嘉县花坦村中心，系四柱三楼式木构牌坊，建于明弘治乙丑（1505年）腊月，系温州知府李端、永嘉知县刘经为纪念朱良以而建造的。朱良以，字士祉，号静斋，永嘉花坦人。牌坊明间两脊柱为方形石柱，外侧四角柱为方形木柱，次间有块石叠砌的台基，明间阑额与柱交接处均施雀替、丁头栱。用砖砌成清水花屋脊，两端饰龙吻兽；下檐垂脊上有垂兽，出际边沿有搏风极和悬鱼。2013年5月列入第七批全国重点文物保护单位。